# Eocentrocorynus ruficlavis
Eocentrocorynus ruficlavis es una especie de coleóptero de la familia Attelabidae.

## Distribución geográfica
Habita en Vietnam y China.